# Prêmio Empire de melhor ator
O Prêmio Empire de Melhor Ator é uma das categorias dos Prêmios Empire apresentados anualmente pela revista especializada em cinema britânica Empire. O prêmio é concedido a atores por performance destacada em um papel principal, sendo uma das cinco categorias concedidas continuamente desde a primeira edição da premiação, em 1996. O ator britânico Nigel Hawthorne foi o primeiro vencedor do prêmio por sua atuação como Rei Jorge III em The Madness of King George. 
Desde a sua introdução, o prêmio foi concedido a 20 atores diferentes, sendo Johnny Depp, James McAvoy e Matt Damon os maiores vencedores da categoria, com dois prêmios cada um. Depp, inclusive, foi indicado por cinco vezes, mais do que qualquer outro ator, principalmente pela franquia Pirates of the Caribbean. O mais recente vencedor é Hugh Jackman por sua performance em Logan (2017).

## Vencedores e indicados
| Ano           | Vencedor        | Filme                                                  | Indicados | Ref.   |
| ------------- | --------------- | ------------------------------------------------------ | --- | ------ |
| 1996-1999     |                 |                                                        | |        |
| 1996          | Nigel Hawthorne | The Madness of King George                             | | [ 2 ]  |
| 1997          | Morgan Freeman  | Se7en                                                  | | [ 3 ]  |
| 1998          | Kevin Spacey    | L.A. Confidential                                      | | [ 4 ]  |
| 1999          | Tom Hanks       | Saving Private Ryan                                    | - Jeff Bridges - The Big Lebowski - Jim Carrey - The Truman Show - Matt Damon - Good Will Hunting - Samuel L. Jackson - Jackie Brown                                                      | [ 5 ]  |
| 2000-2009     |                 |                                                        | |        |
| 2000          | Pierce Brosnan  | The World Is Not Enough                                | - Brad Pitt - Fight Club - Bruce Willis - The Sixth Sense - Keanu Reeves - The Matrix - Tom Cruise - Eyes Wide Shut                                                                       | [ 6 ]  |

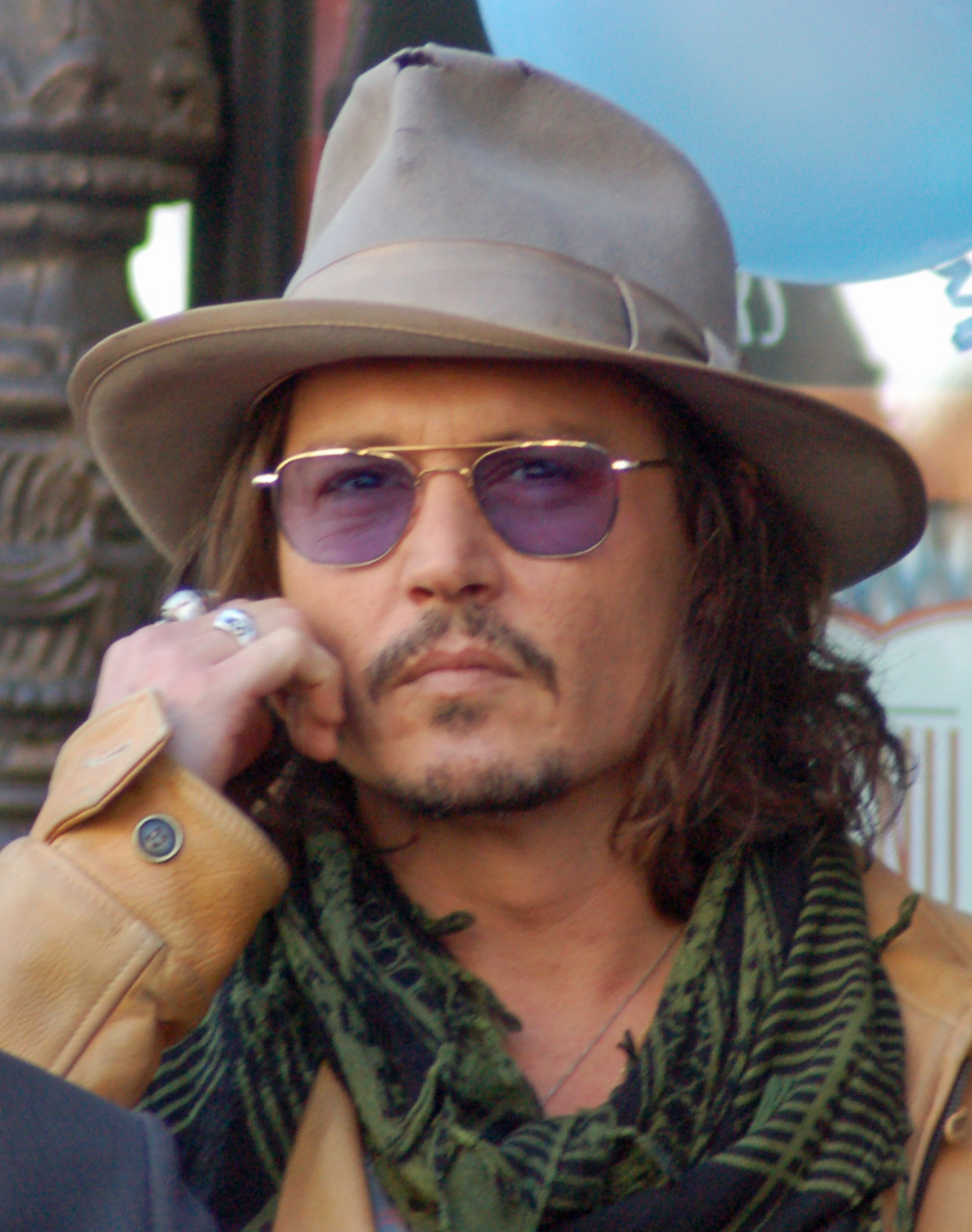
Johnny Depp é o nome mais recorrente da categoria, com cinco indicações e duas vitórias, em 2004 e 2006.

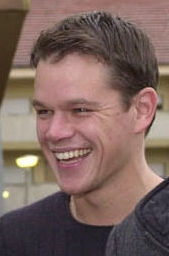
Matt Damon recebeu quatro indicações e venceu em 2005 e 2016.

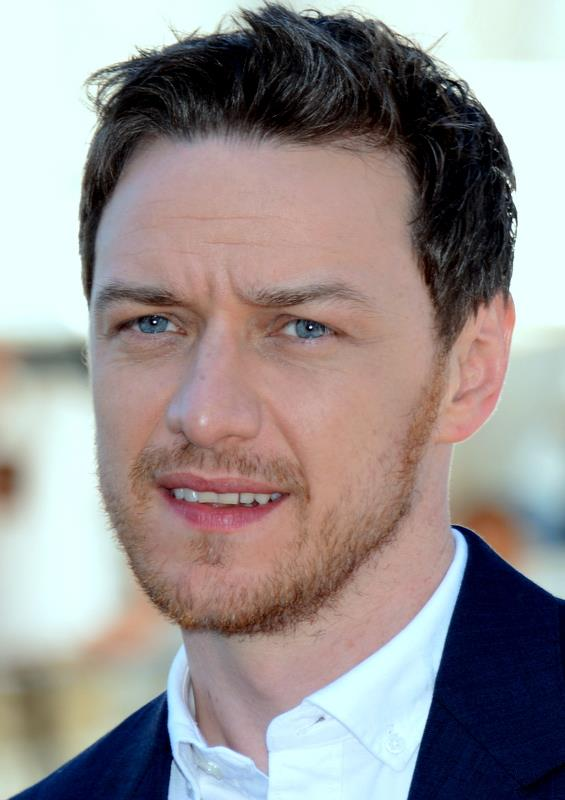
James McAvoy recebeu indicações em 2008 e 2014, vencendo em ambas.

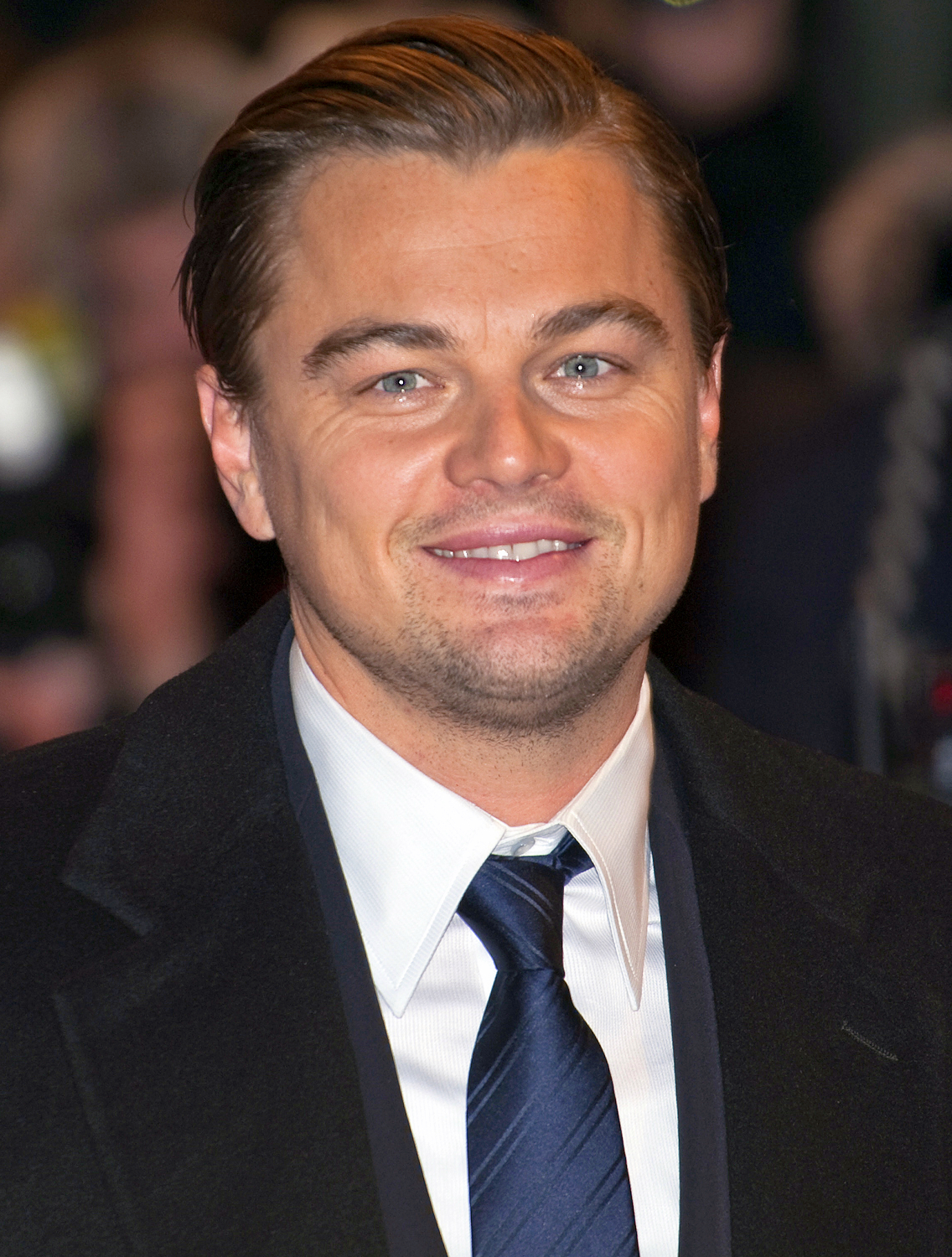
Leonardo DiCaprio, indicado em 2007, 2011, 2014 e 2016.

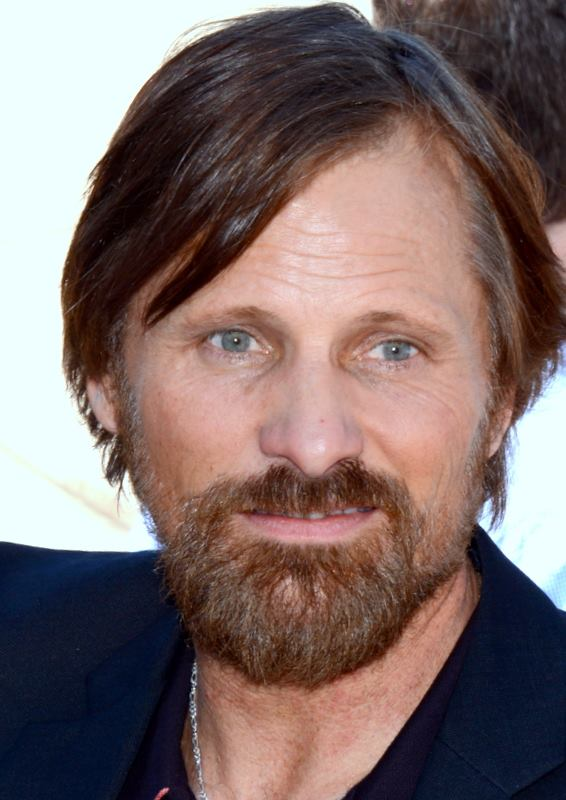
Viggo Mortensen foi indicado quatro vezes: três por The Lord of the Rings e uma por A History of Violence.

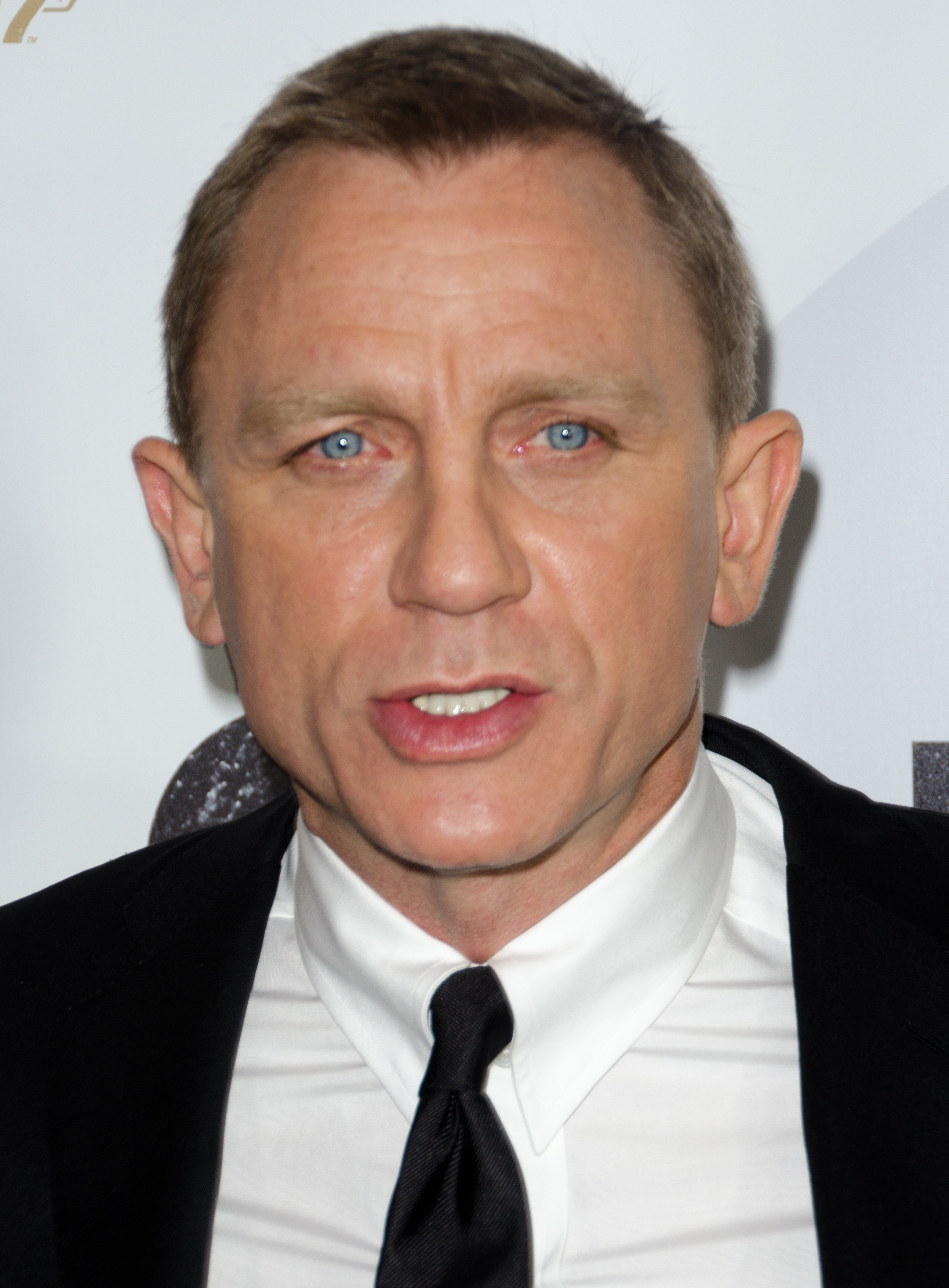
Daniel Craig recebeu quatro indicações e venceu em 2007.

| 2001          | Russell Crowe   | Gladiator                                              | - George Clooney - O Brother, Where Art Thou? - Jim Carrey - Dr. Seuss' How the Grinch Stole Christmas - John Cusack - High Fidelity - Kevin Spacey - American Beauty                     | [ 7 ]  |
| 2002          | Elijah Wood     | The Lord of the Rings: The Fellowship of the Ring      | - Benicio del Toro - Traffic - Billy Bob Thornton - The Man Who Wasn't There - Haley Joel Osment - A.I. Artificial Intelligence - Viggo Mortensen - The Fellowship of the Ring            | [ 8 ]  |
| 2003          | Tom Cruise      | Minority Report                                        | - Colin Farrell - Minority Report - Mike Myers - Austin Powers in Goldmember - Tom Hanks - Road to Perdition - Viggo Mortensen - The Two Towers                                           | [ 9 ]  |
| 2004          | Johnny Depp     | Pirates of the Caribbean: The Curse of the Black Pearl | - Daniel Day-Lewis - Gangs of New York - Hugh Jackman - X2 - Sean Astin - The Lord of the Rings: The Return of the King - Viggo Mortensen - The Return of the King                        | [ 10 ] |
| 2005          | Matt Damon      | The Bourne Supremacy                                   | - Jim Carrey - Eternal Sunshine of the Spotless Mind - Johnny Depp - Finding Neverland - Tobey Maguire - Spider-Man 2 - Tom Cruise - Collateral                                           | [ 11 ] |
| 2006          | Johnny Depp     | Charlie and the Chocolate Factory                      | - Andy Serkis - King Kong - Christian Bale - Batman Begins - Matt Dillon - Crash - Viggo Mortensen - A History of Violence                                                                | [ 12 ] |
| 2007          | Daniel Craig    | Casino Royale                                          | - Christian Bale - The Prestige - Johnny Depp - Pirates of the Caribbean: Dead Man's Chest - Leonardo DiCaprio - The Departed - Sacha Baron Cohen - Borat                                 | [ 13 ] |
| 2008          | James McAvoy    | Atonement                                              | - Daniel Radcliffe - Harry Potter and the Order of the Phoenix - Gerard Butler - 300 - Matt Damon - The Bourne Ultimatum - Simon Pegg - Hot Fuzz                                          | [ 14 ] |
| 2009          | Christian Bale  | The Dark Knight                                        | - Daniel Craig - Quantum of Solace - Daniel Day-Lewis - There Will Be Blood - Johnny Depp - Sweeney Todd: The Demon Barber of Fleet Street - Robert Downey, Jr. - Iron Man                | [ 15 ] |
| 2010-presente |                 |                                                        | |        |
| 2010          | Christoph Waltz | Inglourious Basterds                                   | - Michael Caine - Harry Brown - Robert Downey, Jr. - Sherlock Holmes - Robert Pattinson - The Twilight Saga: New Moon - Sam Worthington - Avatar                                          | [ 16 ] |
| 2011          | Colin Firth     | The King's Speech                                      | - Aaron Taylor-Johnson - Kick Ass - James Franco - 127 Hours - Jesse Eisenberg - The Social Network - Leonardo DiCaprio - Inception                                                       | [ 17 ] |
| 2012          | Gary Oldman     | Tinker Tailor Soldier Spy                              | - Andy Serkis - Rise of the Planet of the Apes - Daniel Craig - The Girl with the Dragon Tattoo - Daniel Radcliffe - Harry Potter and the Deathly Hallows – Part 2 - Ryan Gosling - Drive | [ 18 ] |
| 2013          | Martin Freeman  | The Hobbit: An Unexpected Journey                      | - Christoph Waltz - Django Unchained - Daniel Craig - Skyfall - Daniel Day-Lewis - Lincoln - Robert Downey, Jr. - Marvel's The Avengers                                                   | [ 19 ] |
| 2014          | James McAvoy    | Filth                                                  | - Chiwetel Ejiofor - 12 Years a Slave - Leonardo DiCaprio - The Wolf of Wall Street - Martin Freeman - The Hobbit: The Desolation of Smaug - Tom Hanks - Captain Phillips                 | [ 20 ] |
| 2015          | Andy Serkis     | Dawn of the Planet of the Apes                         | - Benedict Cumberbatch - The Imitation Game - Bradley Cooper - American Sniper - Eddie Redmayne - The Theory of Everything - Richard Armitage - The Hobbit: The Battle of the Five Armies | [ 21 ] |
| 2016          | Matt Damon      | The Martian                                            | - Leonardo DiCaprio - The Revenant - Michael Fassbender - Macbeth e Steve Jobs - Tom Hardy - Legend e Mad Max: Fury Road - Michael B. Jordan - Creed                                      | [ 22 ] |
| 2017          | Eddie Redmayne  | Fantastic Beasts and Where to Find Them                | - Benedict Cumberbatch - Doctor Strange - Casey Affleck - Manchester by the Sea - Ryan Gosling - La La Land - Ryan Reynolds - Deadpool                                                    | [ 23 ] |
| 2018          | Hugh Jackman    | Logan                                                  | - Andy Serkis - War for the Planet of the Apes - Armie Hammer - Call Me by Your Name - Gary Oldman - Darkhest Hour - John Boyega - Star Wars: The Last Jedi                               | [ 1 ]  |